# Procope de Gaza
Procope de Gaza est un rhéteur grec chrétien ayant vécu à Gaza au VIe siècle (c. 465 - 528). Il était peut-être professeur de Dorothée de Gaza.

## Biographie
Les principales sources de la biographie de Procope sont l'épitaphe de son élève Choricios, sa correspondance (surtout les lettres 31, 38, 46, 72, 114) dont les lettres que lui envoya le rhéteur-avocat Mégéthios ainsi que le codex 160 de la Bibliothèque de Photios qui inspira la Vita Choricii.
Il est originaire de Gaza. Il étudia aussi à Alexandrie la rhétorique. Il enseigna ensuite la rhétorique à Césarée puis Gaza où il succéda en 491/492 à Énée de Gaza dans l'école locale de rhétorique. C'était l'orateur officiel de la cité, un conférencier public jouissant d'un grand prestige, on demande des copies de ses discours. Il enseigna également à Antioche, Tyr et Béryte. Il enseigna jusqu'à la vieillesse quand son élève Chorichios lui succéda. Il vécut 62/63 ans, durant le règne d'Anastase Ier, avant 536 au moins selon l'éloge de Choricos. Procope eut trois frères avec qui il entretint une correspondance : Philippe, Zacharias (ce n'est très probablement pas Zacharie le Rhéteur, du fait d'une chronologie incompatible et d'aucune mention dans la correspondance) et Victor, les deux premiers étant des fonctionnaires de l'empire à Constantinople, ainsi qu'une sœur. Pour son credo, il suivait la tendance alexandrine, ou les thèses miaphysites de Sévère.

## Œuvre
De sa vaste production nous reste des épitomés, des commentaires des écritures nommés chaines. Il fut considéré comme un grand rhéteur mais la transmission est médiocre, seuls restent 15 pièces et de nombreux fragments : trois Dialexeis (petites proses d'arts autonomes ou de prologues et introductions à d'autres discours), quatre Ethopées (poésie bucolique, poétique, hymnique), Description de l'Horloge, Description du tableau sis à Gaza, Discours de bienvenue pour le stratélate Asiaticos (magister militum peut-être à la tête de la Phoenicia Libanensis, ne reste que l'incipit), Panégyrique pour l'empereur Anastase (à l'occasion d'une inauguration d'une image ou d'un portrait, qui remplaçait l'empereur dans les cérémonies solennelles), Prolapie, Épithalame pour Mélès et Antinona et des Monodies. On lui attribue 174 lettres. Les épitomés portent sur le pentateuque, quatre livres prophétiques et quatre autres livres, tous édités dans la patrologie Grecque LXXXVII. Les commentaires exégétiques sont présents dans la patrologie Latine.
Sont conservés de lui des chaînes exégétiques (sur l'Octateuque, les livres des Rois, Isaïe, les Proverbes et le Cantique des Cantiques) qui comptent parmi les plus anciennes, et dont les principales sources sont Basile de Césarée, Grégoire de Nazianze et Cyrille d'Alexandrie. Considéré comme le principal représentant de la célèbre école de Gaza, qui cultivait l'art oratoire dans le style grec attique le plus pur, il a passé la majeure partie de sa vie dans cette ville à enseigner et à écrire, sans prendre part aux querelles théologiques de son époque. Une partie de sa production a été transmise par les manuscrits de Choricios de Gaza, son disciple. Procope bénéficia de découvertes récentes en 2011, deux lettres (Opp. XII et XIII) ainsi que sa paternité à des lettres attribuées à Choricios de Gaza (Opp. XIV et XV). En 2012, fut découvert le manuscrit Vat. Lat. 9781, copié au XIXe siècle par Girolamo Amati à partir du Vat. gr. 1898, le seul manuscrit ayant transmis les opuscules I à X. Cela permet un meilleur établissement du texte, le manuscrit originel souffre du temps et des réactifs chimiques.

## Œuvres conservées (en éditions modernes)
- CPG 7430-7448.
- Procopius Gazaeus, Opuscula rhetorica et oratoria, edidit E. Amato, Berlin-New York: de Gruyter, 2009 (coll. Bibliotheca Teubneriana).
- Procopii Gazei Christiani Rhetoris et Hermeneutæ , édité par Jacques-Paul Migne.
- Rose di Gaza : li scritti retorico-sofistici e le Epistole di Procopio di Gaza, a cura di E. Amato, Alessandria: Edizioni dell'Orso, 2010 (coll. Hellenica).
- A. Corcella, "Tre nuovi testi di Procopio di Gaza: una dialexis inedita e due monodie già attribuite a Coricio", Revue des études tardo-antiques 1 (2011-2012), pp. 1-14.
- E. Amato, "Un discorso inedito di Procopio di Gaza: In Meletis et Antoninae nuptias", Revue des études tardo-antiques 1 (2011-2012), pp. 15-69.